# Long Daoyi
Long Daoyi (龙道S; 6 marzo 2003) è un tuffatore cinese, specializzato nel trampolino.

## Biografia
Si è messo in mostra ai mondiali giovanili dove ha vinto la medaglia d'oro nel trampolino 1 m e 3 m, nella categoria 14-15 anni.
Ai mondiali di Fukuoka 2023 ha vinto l'oro nel sincro 3 m, in coppia con Wang Zongyuan, e il bronzo nel trampolino 3 m, alle spalle del connazionale Wang Zongyuan e del messicano Osmar Olvera. L'anno successivo vince l'oro nel sincro 3 m alle Olimpiadi di Parigi.

## Palmarès
- Giochi olimpici

Parigi 2024: oro nel sincro 3m.
- Mondiali

Fukuoka 2023: oro nel sincro 3m, bronzo nel trampolino 3m.
Doha 2024: oro nel sincro 3m.
- Mondiali giovanili

Kyiv 2018: oro nel trampolino 1m e nel trampolino 3m.
- Vincitore della Coppa del Mondo del sincro 3m nel 2024